# Harry Ripley Mackeson, 1. baronet
Sir Harry Ripley Mackeson, 1. baronet, britanski general, * 1905, † 1964.